# Operace Zinc

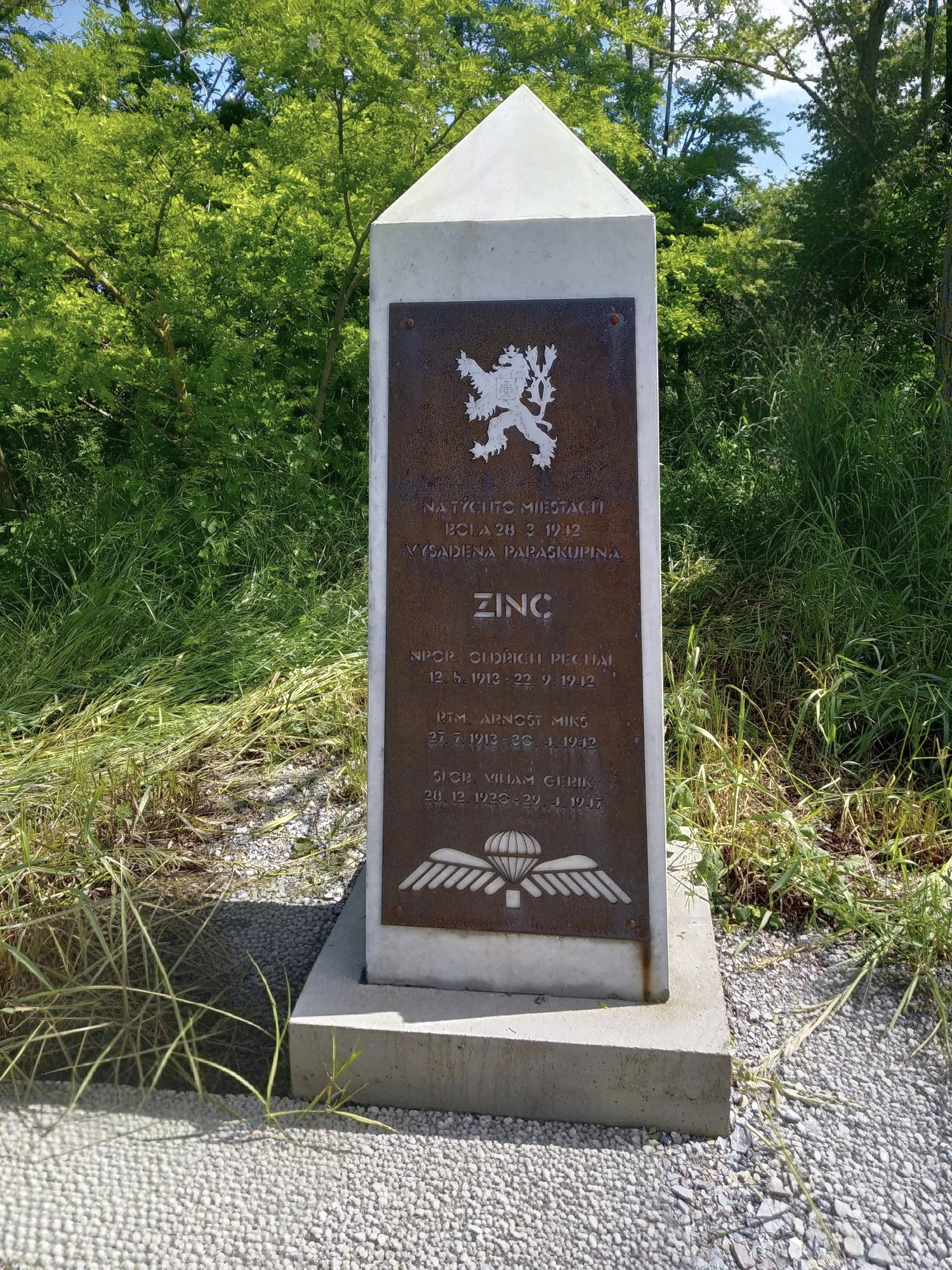
Památník na místě seskoku výsadkářů operace Zinc severně od Gbel

Operace Zinc byl krycí název pro paradesantní výsadek vyslaný během II. světové války z Anglie na území Protektorátu Čechy a Morava. Výsadek byl organizován zpravodajským odborem exilového Ministerstva národní obrany a byl řazen do první vlny výsadků.

## Složení a úkol
Výsadek byl tvořen nadporučíkem Oldřichem Pechalem, rotným Arnoštem Mikšem a radistou svobodníkem Viliamem Gerikem. Jejich úkolem bylo s pomocí radiostanice s krycím názvem Lída zpravodajsky pokrývat Moravu.

Příslušníci výsadku Zinc
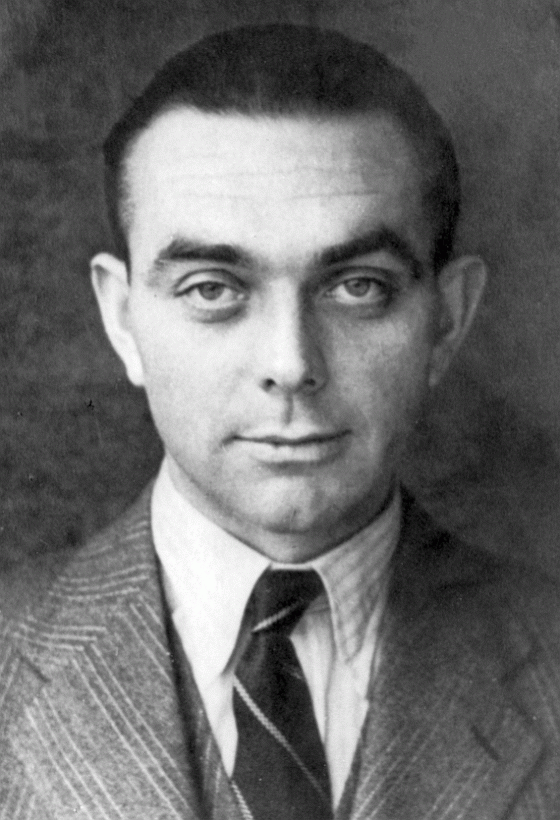
Velitel nadporučík Oldřich Pechal
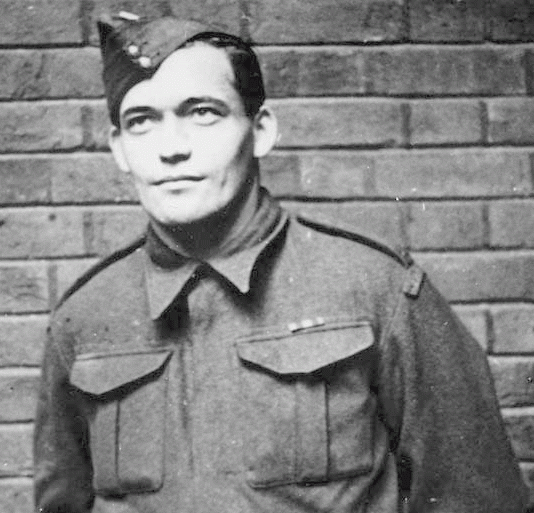
Parašutista rotný Arnošt Mikš
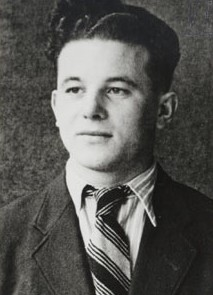
Radista svobodník Viliam Gerik

## Činnost
Členové výsadku odstartovali letounem Halifax z 138. perutě RAF na druhý pokus při společném letu s členy Out Distance v noci 27. března 1942. Kvůli navigační chybě polského navigátora (Mariusz Wodzicky) byli příslušníci desantu Zinc vysazeni 28. března 1942 v 1.15 u Gbel na Slovensku, místo na původně plánovaném Buchlovsku (asi 4 kilometry od Vřesovic). Ukryli jednu radiostanici a vydali se ke slovensko - moravské hranici. Gerik a Mikš se dostali do protektorátu, ale zjistili, že druhou vysílačku mají porouchanou. Gerik se ji pokoušel uvést do provozu, ale bezúspěšně. Poté Mikš s Gerikem odjeli do Brna, kde se rozešli.

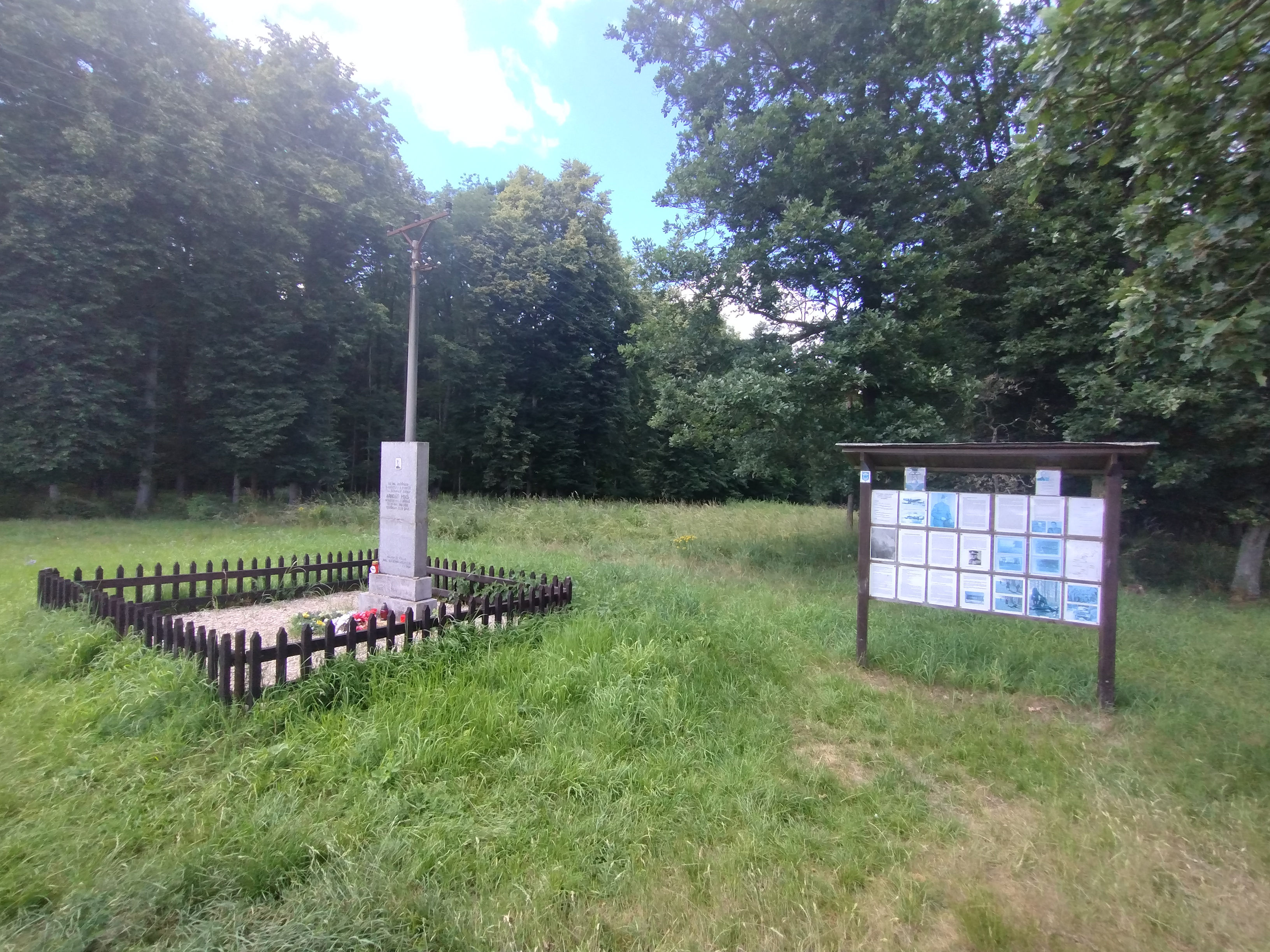
Místo přestřelky na Požárech s pomníčkem Arnošta Mikše

Mikš získal nové doklady s pomocí svého bratra Františka Mikše, četníka v Táboře. Poté se přesunul do Prahy, kde získal spojení na Valčíka, Opálku a Koubu. S pomocníkem Josefem Kusým se pokusil vyzvednout materiál ukrytý desanty Bioscop a Bivouac u velkostatku Požáry na Křivoklátsku. Při následné přestřelce zastřelil strážmistra Františka Ometáka a těžce zranil četnického praporčíka Václava Komínka. Sám raněný se zastřelil. Ukrytý materiál gestapo našlo podle plánku, který měl Mikš u sebe a zároveň pozatýkalo pomocníky, jejichž seznam měl Mikš také u sebe. Nešťastnou náhodou měl s sebou i fotografii Bohuslava Kouby, velitele výsadku Bioscop, připravenou pro výrobu dalších falešných dokladů. Kouba byl zadržen v Kutné Hoře, svůj život ukončil požitím jedu. V odvetě byli Němci na Kobyliské střelnici 31. května 1942 popraveni Mikšovi dva mladší bratři František Mikš (četnický strážmistr v Táboře), Antonín Mikš (úředník v Praze) a pomocník Josef Kusý.
Pechal byl při přechodu hranic ze Slovenska zadržen dvěma německými celníky, které zastřelil, ale omylem u nich zapomněl své doklady. Na Moravě potom narazil na konfidenta a byl 2. července 1942 zatčen. Při mučení nic neprozradil. Byl oběšen 22. září 1942 v koncentračním táboře Mauthausen.
Gerik se vydal do Prahy, kde se měl setkat u jedné známé s dalším parašutistou. Známá ale byla uvězněna. Selhal i další pokus, když se snažil uchytit u rodičů jednoho známého. Byl však považován za provokatéra. Hladový a nevyspalý se proto 4. dubna přihlásil na policii (domníval se, že ho jako příslušníka Slovenského státu deportují). Policisté ho ale předali gestapu. Tam Gerik prozradil vše, co věděl o výcviku a lidech. Posléze byl používán pro kompromitování svých známých. Kvůli neochotnému plnění úkolů se gestapo rozhodlo prověřit jeho spolehlivost a nasadili na něj konfidenta. Tomu Gerik prozradil, že se chce dostat na Slovensko a varovat Londýn. Byl proto zatčen a poslán do koncentračního tábora Dachau. Ten přežil a hned po osvobození se přihlásil československým úřadům. V roce 1947 byl odsouzen za zradu k trestu smrti a 29. dubna 1947 popraven spolu se zrádcem Karlem Čurdou.

## Připomínky
- V místě vysazení, na sever od obce Gbely (u polní cesty) byl odhalen pomník operaci Zinc.[5]
- Arnošt Mikš má od 1. května 1946 na místě přestřelky u Požárů pomníček, který mu věnovala obec Baráčníků v Městečku.[6]